# ویلهو اولونن
ویلهو اولونن (فنلاندی: Vilho Ylönen; ۳۱ مهٔ ۱۹۱۸ – ۸ مارس ۲۰۰۰) تیرانداز اهل فنلاند بود.
وی در مسابقات کشوری و بین‌المللی در مجموع برندهٔ ۱ مدال نقره، ۱ مدال برنز شده‌است.